# Brian O’Doherty
Brian O’Doherty, langjähriges Pseudonym Patrick Ireland, (* 1928 im County Roscommon, Irland; † 7. November 2022 in New York City) war ein irisch-amerikanischer Konzeptkünstler, Autor, Zeichner und Installationskünstler.

## Alter Ego

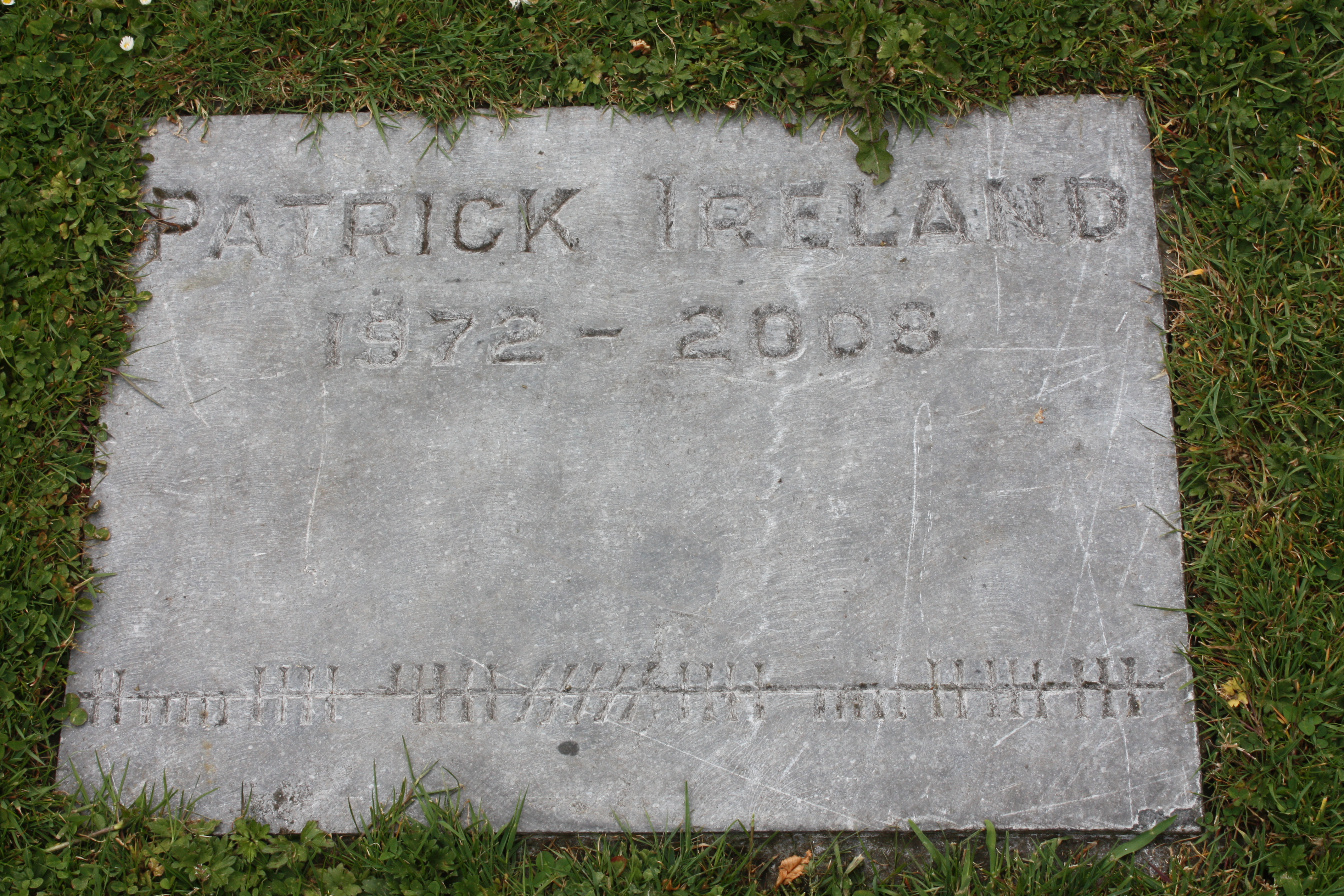
Grabstein für Patrick Ireland

Brian O’Doherty arbeitete 36 Jahre lang unter einem Pseudonym. 1972 machte O’Doherty in Dublin mit der Performance Name Change publik, dass sein Künstlername fortan Patrick Ireland sein würde. Von 1972 bis 2008 signierte er seine Werke mit dem Namen Patrick Ireland. Dies war eine Reaktion auf den Blutsonntag in der nordirischen Stadt Derry, bei dem mehr als ein dutzend unbewaffnete Zivilisten von der British Army getötet wurden. Er erklärte, dass er nicht in England ausstellen würde, solange die britischen Truppen nicht aus Nordirland abzögen.
Als der Friedensprozess in Irland begann, begrub O’Doherty am 20. Mai 2008 in einer symbolischen Handlung sein Alter Ego Patrick Ireland (Totenmaske und Sarg) im Irish Museum of Modern Art in Dublin und nahm offiziell als Künstler wieder seinen Geburtsnamen Brian O’Doherty an.
Der Film Lament for Patrick Ireland dokumentiert Leben und den Tod der künstlichen Persönlichkeit Patrick Ireland.

## Leben und Werk
O’Doherty stammte aus dem irischen County Roscommon und war katholischer Konfession. Er studierte Medizin am University College Dublin und an der Cambridge University. Nachdem er ein Jahr lang in einem Hospital für Krebspatienten gearbeitet hatte, emigrierte er 1957 in die Vereinigten Staaten und setzte sein Studium an der Harvard University fort, wo er mit dem Master of Science (M.Sc.) abschloss und zeitgleich ausstellte, bevor er sich ausschließlich der bildenden Kunst widmete.
Über seine Zeit an der Harvard University sagt er:

“I first spent a year at Harvard when I came in 1957, doing all kinds of research. I got an MSc there, but I didn’t learn much. I switched from all things medical. I auditioned for a job as a television presenter at the Museum of Fine Arts, Boston from the Boston public television station, WGBH—TV. I would do a half hour each week from the galleries on the museum collections, also interviews with artists — Marc Chagall, Jacques Lipchitz, Josef Albers, Walter Gropius, among others”

Für NBC war er als Interviewer im Programm Invitation to Art tätig und traf Persönlichkeiten wie Muhammad Ali, Marcel Duchamp, Woody Allen und James Baldwin. 1961 ging er nach New York, um für die New York Times zu schreiben. 1967 heiratete er die Kunsthistorikerin Barbara Novak mit der er in New York City und Todi lebt.
Mit Morton Feldman trafen sie sich eine Zeitlang fast täglich in der Third Avenue zum Mittagessen. Zu dieser Zeit waren unter anderem Dan Graham, Mel Bochner and Eva Hesse mit dem Paar befreundet. Duchamp (1887–1968) wurde von O’Doherty zu einem Abendessen eingeladen, wobei ein Porträt von Duchamp (1966) entstand. Dieses Porträt bestand u. a. aus einem Kardiogramm, welches seinen Herzschlag aufzeichnete.
Die Performance und Installation Hello Sam ist ein Memento mori für Samuel Beckett (1906 bis 1989).
Mit seiner Theorie zu dem Verhältnis von Kunst und Raum White Cube von (1976) leistete O’Doherty einen wichtigen Beitrag zur Kunstgeschichte.

## Ausstellungen
- 1977: documenta 6, Kassel
- 2007: Beyond the White Cube, Grey Art Gallery[12]
- 2012: Kunst als Argument, Kunstmuseum Bayreuth[13]

## Veröffentlichungen
- American Masters – The Voice and the Myth. Über Hopper, Davis, Pollock, De Kooning, Rothko, Rauschenberg, Wyeth und Cornell. Mit Fotografien von Hans Namuth. 1975, ISBN 978-0-87663-680-0.
- The Strange Case of Mademoiselle P.- Der sonderbare Fall des Fräulein P. Novelle. 1992, ISBN 0-7011-4533-1.
- In der weißen Zelle / Inside the White Cube. Merve, 1996, ISBN 978-0-520-22040-9.
- The Cross-dresser’s Secret – Das Geheimnis des Transvestiten. Novelle über den Chevalier d’Éon. (1728 bis 1810)
- The Deposition of Father McGreevy. Arcadia, 2000, ISBN 978-1-885983-39-8.
- Atelier und Galerie / Studio and Cube. Merve, 2012, ISBN 978-3-88396-276-4[14]